# قرار مجلس الأمن التابع للأمم المتحدة رقم 1131
قرار مجلس الأمن التابع للأمم المتحدة رقم 1131، المتخذ بالإجماع في 29 أيلول / سبتمبر 1997، بعد التذكير بجميع القرارات السابقة بشأن الصحراء الغربية، مدد المجلس ولاية بعثة الأمم المتحدة للاستفتاء في الصحراء الغربية حتى 20 تشرين الأول / أكتوبر 1997.
واعرب القرار عن ارتياحه لأن كلا من المغرب وجبهة البوليساريو تعاونا مع المبعوث الشخصي للأمين العام، وكرر تأكيد التزامه بإجراء استفتاء حر ونزيه لتقرير مصير شعب الصحراء الغربية.
ومدد ولاية بعثة الأمم المتحدة للاستفتاء في الصحراء الغربية للتحضير لاستئناف عملية تحديد الناخبين المحتملين ولتمكين أعضاء المجلس المعنيين من الدخول في مشاورات مع سلطاتهم بشأن التوسيع المقترح للعملية. كما أيد المجلس توصية كوفي عنان بتمديد البعثة حتى 20 أبريل 1998 لمواصلة عملية تحديد الهوية.

## روابط خارجية
- نص القرار في undocs.org